# Hipposcarus harid
Hipposcarus harid е вид лъчеперка от семейство Scaridae.

## Разпространение
Видът е разпространен в Британска индоокеанска територия (Чагос), Джибути, Египет, Еритрея, Йемен, Израел, Индия, Индонезия, Йордания, Кения, Кокосови острови, Коморски острови, Мавриций, Мадагаскар, Майот, Малдиви, Мианмар, Мозамбик, Реюнион, Саудитска Арабия, Сейшели, Сомалия, Судан, Тайланд, Танзания, Френски южни и антарктически територии (Нормандски острови) и Шри Ланка.